# Zand
Zand is zacht, hard, los en korrelig materiaal en een van de meest voorkomende natuurlijke stoffen op aarde. Zand bestaat uit zeer kleine stukjes steen, zandkorrels, die in grootte variëren tussen 63 micrometer en 2 millimeter. Als de korrels kleiner dan 63 micrometer zijn heet de grondsoort silt; bij korrels groter dan 2 millimeter spreekt men van grind.
Zand komt meestal voor als sediment, hetgeen wil zeggen dat het zand is vervoerd door water of wind. Zo zijn van zand duinen, stranden, woestijnen en rivierbeddingen ontstaan. De korrels zijn meestal afbraakmateriaal van gesteenten, maar kunnen ook van organische afkomst zijn, zoals van schelpen en koraal.

## Vindplaatsen
Zand is bijna overal te vinden. Het vormt duinen en stranden langs de kust. Zand komt ook voor langs en in rivieren en stroompjes, in en om meren, in grotten, mijnen en zandafgravingen, op bergwanden en heuvels, bij gletsjers, in de woestijn en als sediment in de zeeën. Er bestaan heel veel verschillende soorten zand, ieder met een eigen geologische samenstelling en unieke eigenschappen. Bepaalde soorten zand zijn alleen in de tropen te vinden, andere alleen in de nabijheid van vulkanisme. Vaak is aan zand te zien waar het vandaan komt, want de herkomst bepaalt de kleur en samenstelling. De mate van afronding, sortering en korrelgrootte zeggen iets over de weg die het zand heeft afgelegd.

### Zand in Nederland

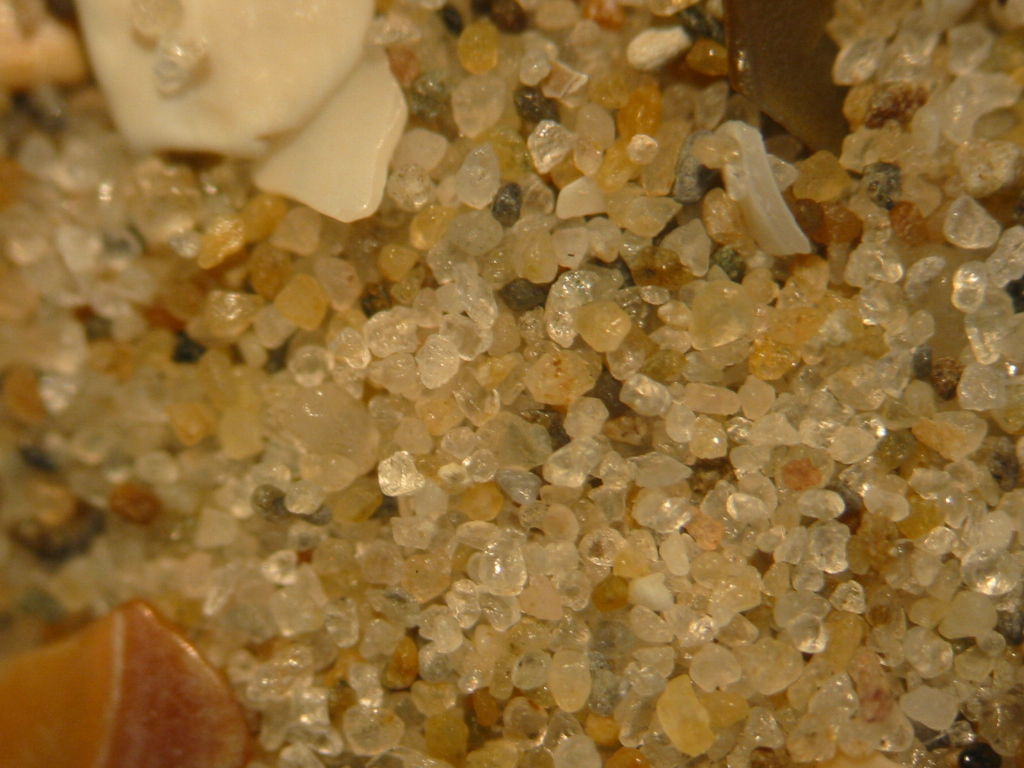
Typisch Nederlands kustzand met schelpfragmenten, uit Wijk aan Zee

Er is grote overeenkomst in de eigenschappen van zand langs de gehele Nederlandse kust. Dat komt onder andere doordat de Nederlandse Noordzeekust één doorlopende, uniforme strook is zonder baaien, klippen of schiereilanden. Langs de gehele zuidelijke Nederlandse kust heeft het zand een lichtbruine tot vaalgele kleur. Ten noorden van Bergen aan Zee is het kustzand veel witter en bevat veel minder kalk. Een ander verschil is dat het zuidelijkere zand scherpere korrels bevat, het noordelijke is meer afgerond.  De oorsprong van deze Bergense Kalksprong is vooral terug te voeren op de geologische ontstaansgeschiedenis van de kust. Dit is uitgebreid onderzocht door Eisma.
Met name door het verschil in kalkgehalte tussen de duinen ten noorden en ten zuiden van Bergen is de vegetatie in die gebieden ook anders. 
Zand komt ook voor in grote delen van de Nederlandse ondergrond. Vooral de hogere delen van Nederland zijn zeer zandrijk; daar komen namelijk Pleistocene afzettingen aan de oppervlakte. Op de Veluwe en de Utrechtse Heuvelrug heeft het landijs dat tot in Nederland kwam in de IJstijden oude rivierafzettingen opgestuwd tot aan het oppervlak. In de Roerdalslenk in oostelijk Brabant liggen oude, grovere rivierzanden dieper dan tien meter begraven, maar in Limburg is grof zand te vinden in grindafzettingen die dichter onder de oppervlakte liggen. Grofkorrelige zanden in de grote rivieren zijn vooral in de bovenstroomse delen te vinden. De korrelgrootte neemt meestal af naarmate het zand verder stroomafwaarts ligt. Grof zand komt ook voor samen met de grindhoudende lagen in de bodem van de Noordzee, vooral in de zeebodem direct ten westen van de Zuid-Hollandse en Zeeuwse eilanden en op de Klaverbank.
Fijner zand komt in vrijwel de hele Nederlandse ondergrond voor. Het wordt onder andere gebruikt als ophoogzand. In West- en Noord-Nederland liggen grote hoeveelheden mariene zanden uit het Eemien en het Holoceen dicht aan de oppervlakte, waardoor het economisch haalbaar is dit materiaal te winnen.

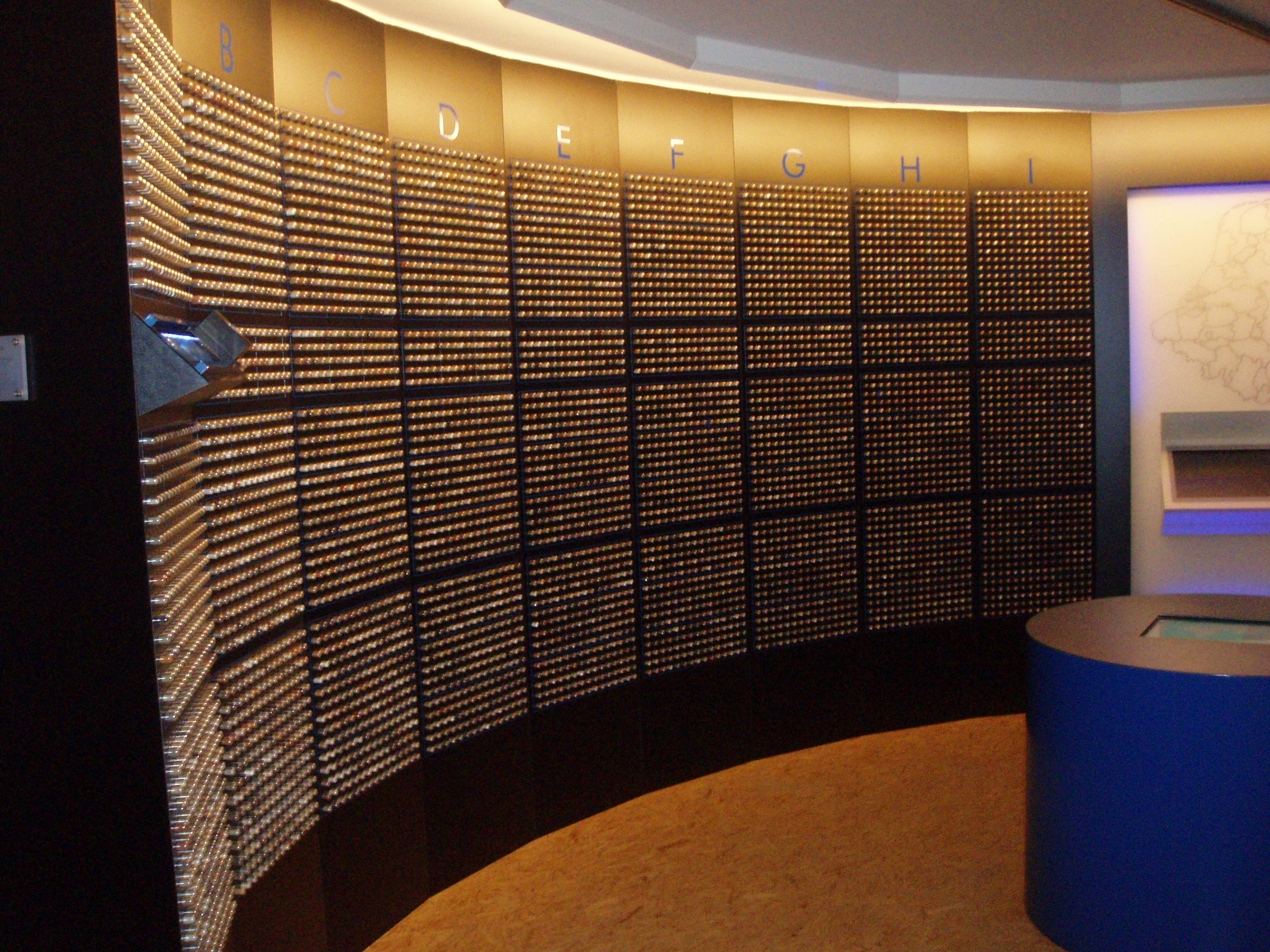
Verzameling zandsoorten te Lommel

### Zand in België
In Lommel wordt sedert 1891 kwartszand van hoge kwaliteit gewonnen. Het voorkomen werd ontdekt in 1845. Dit zeer zuivere zand wordt onder meer gebruikt bij de glasfabricage. Men vindt het ook in Dessel, Mol en Maasmechelen. De firma Sibelco, die deze zanden exploiteert, is tegenwoordig actief over de gehele wereld. In het bezoekerscentrum naast het GlazenHuis te Lommel Centrum vindt men een van de grootste verzamelingen zandsoorten ter wereld, met meer dan 13.000 zandmonsters.

## Oorsprong

### Detritisch zand

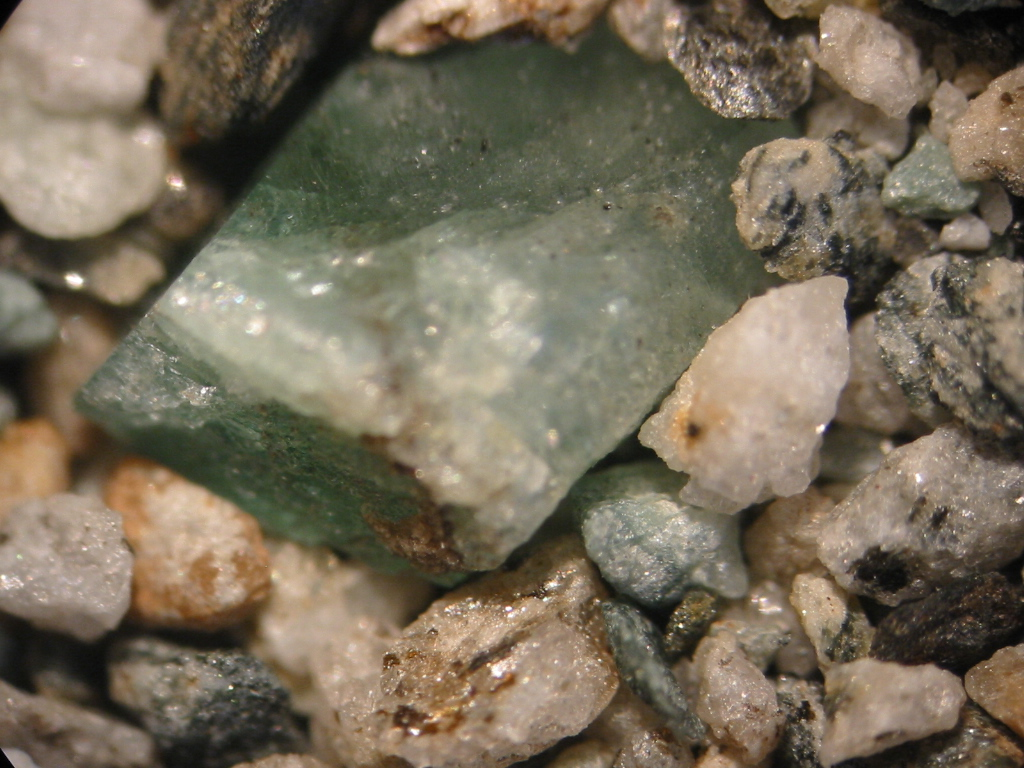
Dit zand komt uit een stroompje in het Habachtal (Oostenrijk) en bevat een paar stukjes smaragd. Dit exemplaar is ongeveer 3 mm lang.

Zand wordt meestal gevormd door de mechanische en chemische afbraak van gesteente, net als silt en grind. In dat geval spreken we van detritisch zand, dat zijn oorsprong meestal op het land heeft. Andere gebruikte termen zijn lithogeen, a-biogeen, terrigeen, vulkanisch, niet-organisch, mineraal- of donker zand. Bij bronnen van detritisch zand moet men denken aan de verwering van continentaal graniet of vulkanisch gesteente. Basalt is een vulkanisch gesteente dat veel voorkomt op eilanden in de oceaan, waar het hoofdzakelijk geërodeerd wordt door de zee (mariene erosie). De hydraulische werking van de golven kan bij hoge branding enkele tonnen druk per vierkante meter op de rotsachtige kusten uitoefenen. Zo vallen delen van de rots af, van enkele korrels tot enorme rotsblokken. Dit gebeurt zowel direct door het water, als indirect door de kracht die de golven op lucht uitoefenen. Deze lucht wordt in barsten en holten van het gesteente geperst en kan krachtig genoeg zijn om de omliggende rotsen te verbrijzelen.
Een derde bron van detritisch zand vindt men in de zee. Uit een klein schelpfragmentje, een stukje koraal of een korreltje silt ontstaat een zeer ronde, gladde zandkorrel door de neerslag van oververzadigd zeewater met opgelost calciumcarbonaat -waarschijnlijk als een reactie op het voortdurend nat worden en drogen van de korrels. Dit proces vindt plaats in ondiep, warm, tropisch oppervlaktewater. Als dieper, kouder oceaanwater naar de oppervlakte stroomt kan de neerslag van calciumcarbonaat veroorzaakt worden door verdamping en het verlies van koolstofdioxide (door verwarming en fotosynthese).
De ontstane oöiden lijken op minuscule parels, en zijn van binnen opgebouwd uit 'schillen' zoals een ui. Ze groeien door totdat ze zo groot zijn dat de getijdenstromen ze niet langer kunnen vervoeren. Zo ontstaan de zogenaamde neergeslagen zanden, ook wel oölitische of oöide zanden genoemd. Men vindt ze op de Bahama's, in de Perzische Golf, in de Rode Zee en op oostelijke continentale platen. In het Great Salt Lake in Utah bestaan de zanden voor het grootste deel uit calciumcarbonaat. In dit geval vormen zich oöiden rond propjes afval van een microscopisch kleine zoutwatergarnaal. De korrels die ontstaan zijn zacht en absorberend. Fossiele oöiden zijn onder andere opgegraven in België en Florida.

### Biogeen zand

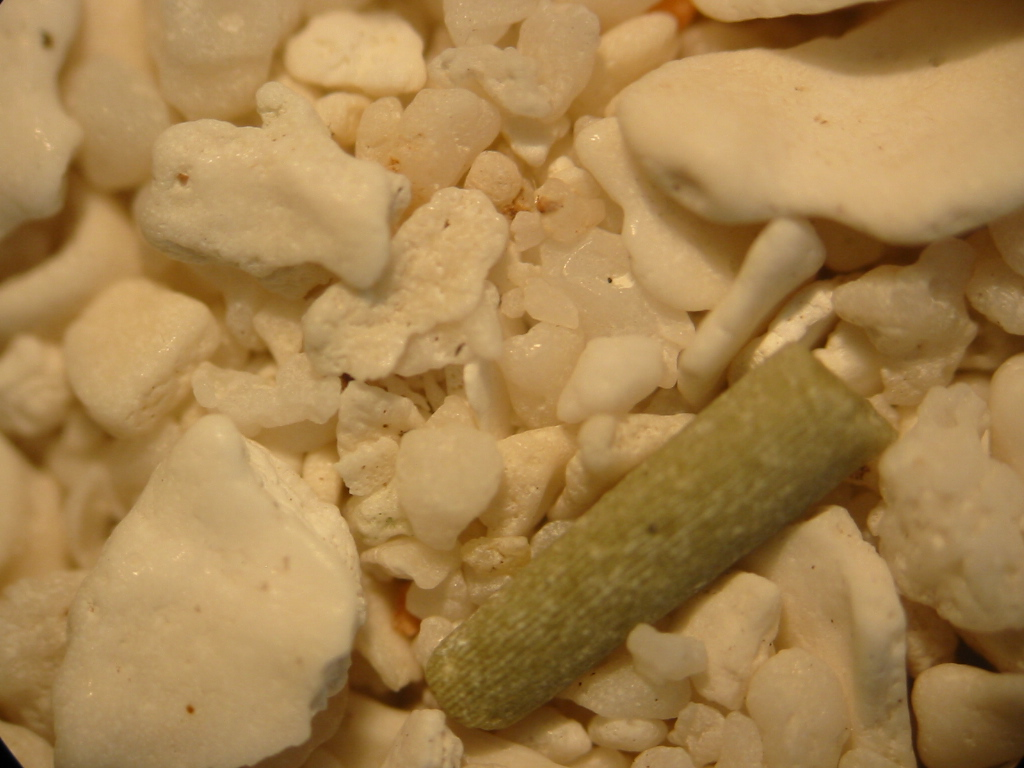
Dit relatief grove zand uit Dhiggiri (Maldiven) is afkomstig van een koraalrif. Het groene staafje is een stekel van een zee-egel, ongeveer 4 mm in lengte.

Biogeen zand (bio: leven, geen: gemaakt door) is van een organische samenstelling en komt vooral uit de zee. Het kan zowel van dierlijke als van plantaardige afkomst zijn, en is door de aanwezige kalk vaak licht van kleur. De meest algemene bronnen van dit organische zand zijn de skeletoverblijfselen van zeeorganismen. Biogeen zand is onder andere afkomstig van de overblijfselen van Foraminifera; de lege schalen maken vaak de helft van alle zandkorrels op Hawaï uit. De meest voorkomende plantaardige bron is het restant van kalkalgen. Weekdieren zijn de bron van de vele schelpjes en schelpfragmenten in zand. Eendenmosselen zien eruit als schelpen, maar behoren niet tot de klasse van de weekdieren. Het zijn kreeftachtigen met een kalkhoudend skelet, waarvan de overblijfselen vaak in geringe mate in zanden voorkomen. Ook de skeletten van stekelhuidigen komen geheel of fragmentarisch in zand voor. Denk daarbij aan zeesterren, zee-egels en de op het Noordzeestrand vaak aangespoelde zeeklit.
Zand van (sub)tropische eilanden is vaak afkomstig van koraalriffen; de massieve kalkstenen structuren die opgebouwd zijn door zeeorganismen. Koralen halen hiervoor opgelost calciumcarbonaat uit het zeewater. Tropische koraalriffen ontstaan alleen in ondiepe, heldere, onvervuilde en warme wateren bij de kust. De aanwezigheid van 'koraalzand' duidt dus op een dergelijke situatie in de omgeving. Witte zandstranden bestaan voor een belangrijk deel uit de uitwerpselen van de koraaletende papegaaivis. In het zuiden van de Grote Oceaan liggen een paar roodkoraalzandstranden, voornamelijk afkomstig van het pijporgelkoraal dat oranjerode tot roodbruine resten achterlaat. Een overheersing van roze of oranje forams op sommige atollen heeft een lichtroze tot oranje tint van het zand tot gevolg.

## Transport en erosie
Het meeste detritische gesteente komt van het land. Gesteenten in gebergtes brokkelen af, bijvoorbeeld doordat 's winters het water in kieren bevriest en uitzet. Ook regen, alkalisch grondwater, zuren en de slijpende werking van gletsjers hebben een verwerend effect op massief gesteente. Smeltwater neemt het materiaal mee naar rivieren, waar de kleinere stenen worden meegevoerd. Hoe groter de kracht van het water, hoe groter de stenen die verplaatst kunnen worden. Door erodering (het schuren en botsen langs andere gesteenten) slijt het materiaal steeds verder af. Steentjes vergruizen langzamerhand tot steeds kleinere deeltjes.
Eenmaal in de zee wordt het materiaal verder getransporteerd en geërodeerd door getijdenstromingen en de branding. Talloze rotspunten en klippen houden het zand vast waardoor zich stranden vormen. Ook hier blijft een groot deel van het zand in beweging door de golfslag, maar slechts weinig zand langs de kust wordt getransporteerd of komt in dieper water terecht. Het meeste zand wordt van het strand naar nabijgelegen opslagplaatsen getransporteerd; de zandkorrels worden tijdelijk afgezet in holten en zandkanalen tot op een afstand van vijftien meter voor de kust. In de tropen deelt men het jaar in in twee natuurlijke brandingseizoenen, zomer en winter. De winterbranding (oktober tot april) is het gevolg van stormen en treft de noord- en westkusten van eilanden in de Grote Oceaan. De hoge golven staan bekend vanwege de surfsport, maar deze branding heeft ook een grote invloed op de stranden. Zand wordt in grote hoeveelheden langs de kust verplaatst, van het ene strand naar het andere, en sommige stranden worden compleet weggevaagd.

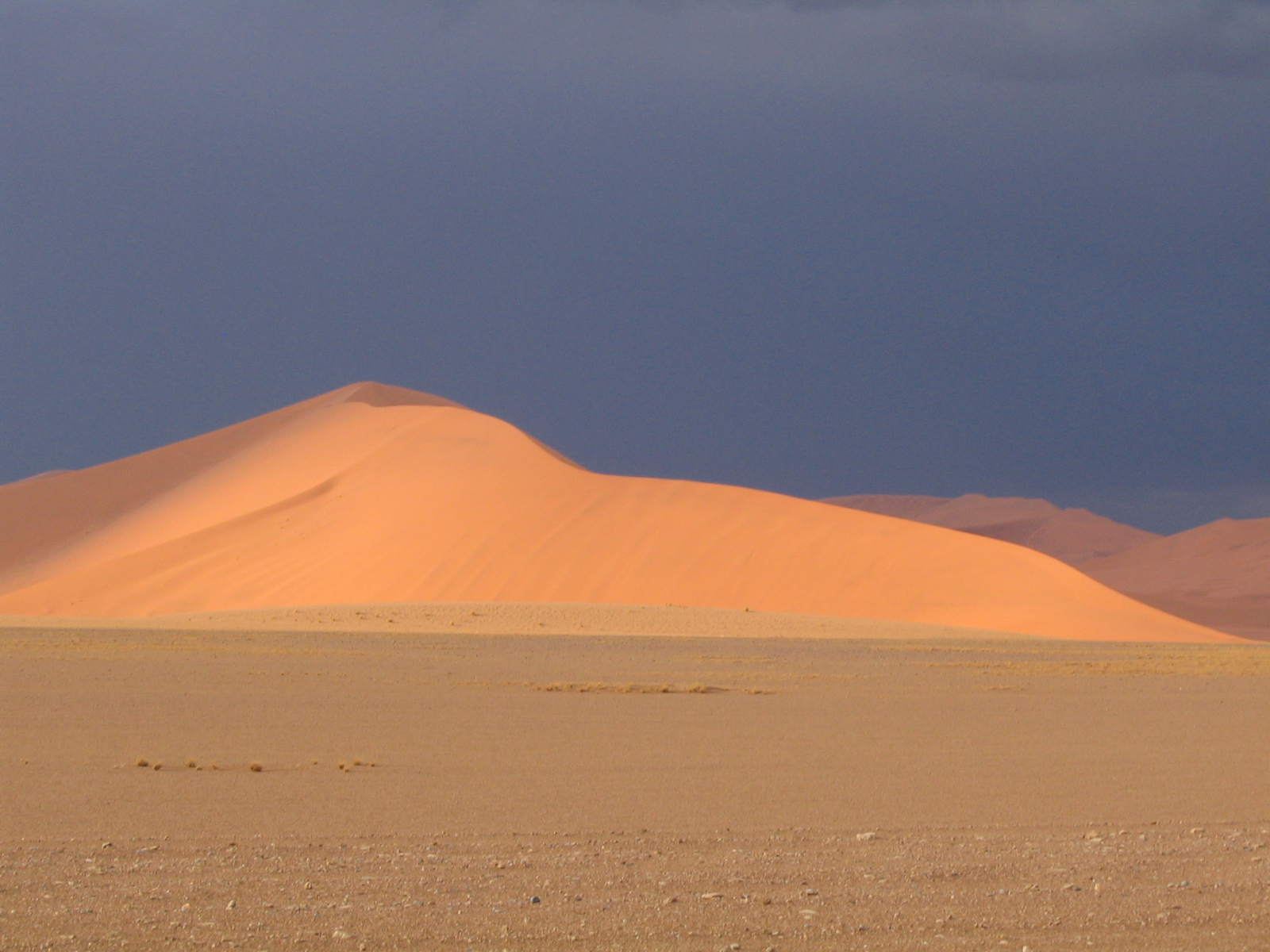
Zandduinen in de Namibwoestijn

Afbraakmateriaal van gesteentes kan ook worden vervoerd door wind of landijs, waarbij de manier van transporteren invloed heeft op de eigenschappen van het zand. Wind kan fijn zand verplaatsen over grote afstanden. Op het land is het een van de voornaamste transportmiddelen van zand, maar slechts weinig korrels worden meer dan een paar passen verder geblazen. Maar er zijn uitzonderingen. Tonnen woestijnzand worden door de lucht verplaatst om soms duizenden kilometers verderop neer te komen. Zo kan het fijnste zand zelfs over zeeën waaien. Dit zand erodeert sterk doordat de korrels elkaar als het ware zandstralen, maar zelf heeft het zand ook een zeer eroderende werking op andere objecten. Het kan de basis van rotsen wegvagen, met als resultaat een gesteente dat op een voetstuk lijkt te staan. Het weggeblazen zand hoopt zich ook op rondom obstakels en vormt duinen. Een duin 'groeit aan' doordat het zelf een obstakel is en de verdere zandafzetting bevordert. Zo kunnen duinen meer dan dertig meter hoog worden. In woestijnen bewegen veel duinen zich, doordat zand van de windkant over de top wordt geblazen en vervolgens in de luwte wordt afgezet. Zo kan een duin vele kilometers afleggen.

## Eigenschappen

### Samenstelling

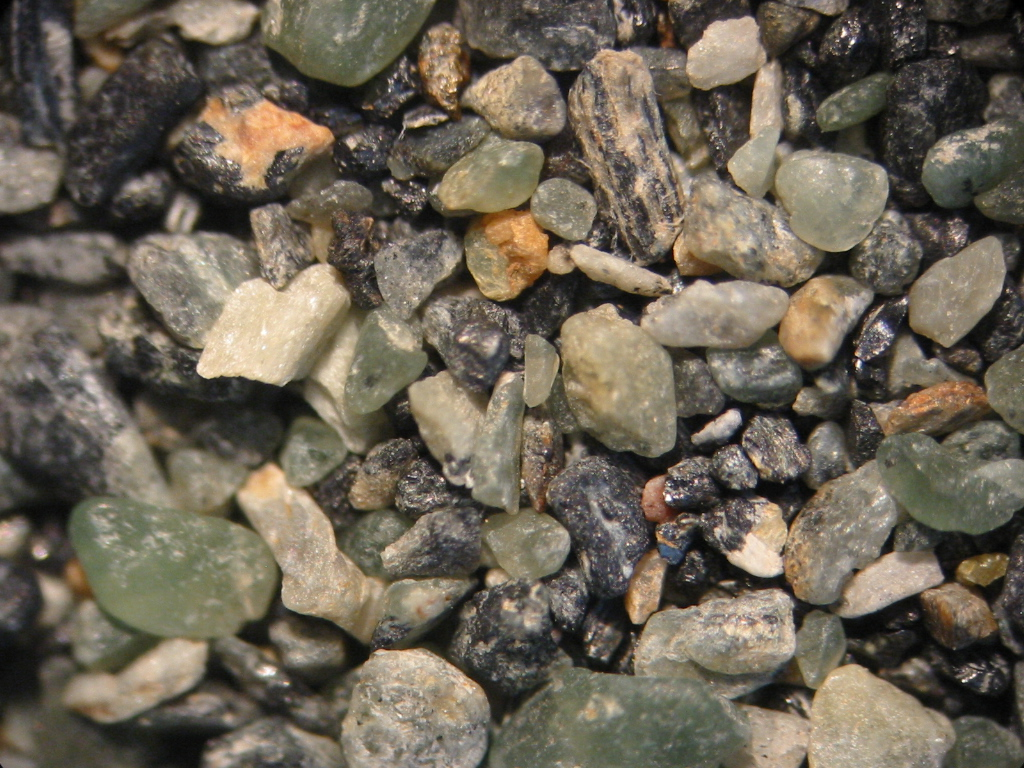
In dit Corsicaanse zand bevinden zich korrels van het mineraal olivijn, die de vaalgroene kleur van het zand veroorzaken.

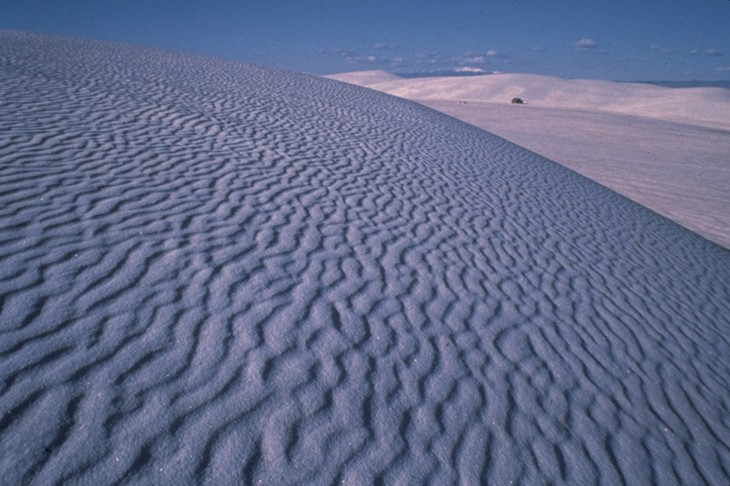
De duinen van White Sands National Monument in New Mexico bestaan bijna volledig uit gips, een mineraal dat normaal zou wegspoelen maar daartoe op deze locatie geen mogelijkheid heeft.

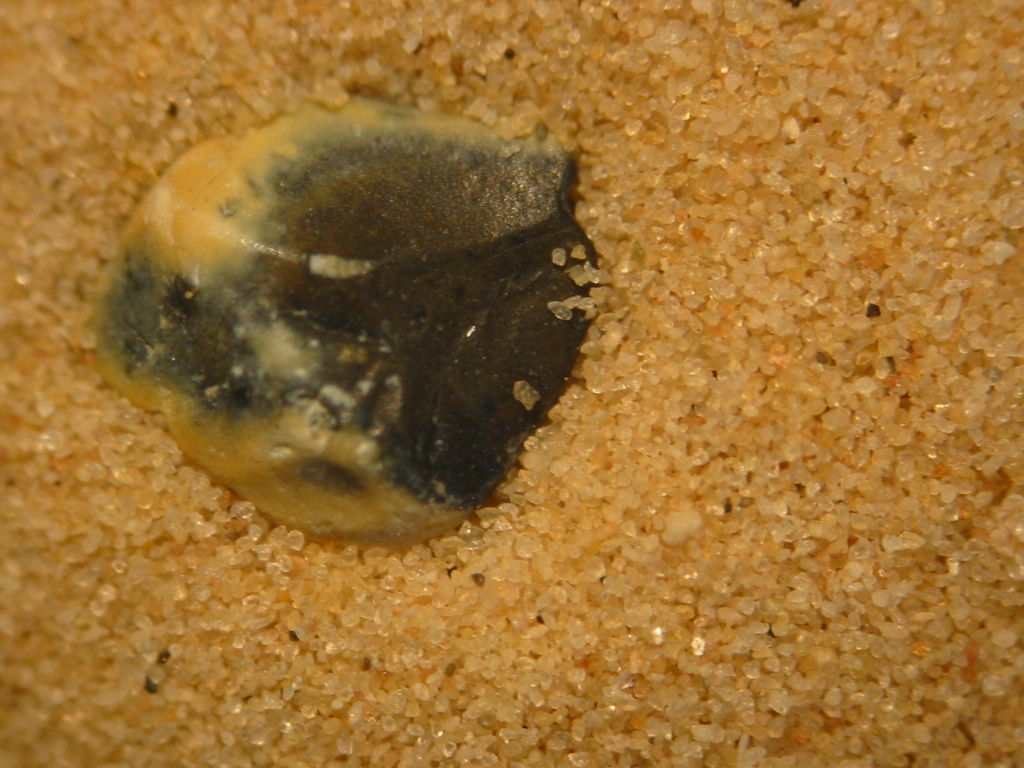
Een grote korrel zand (ca. 2 mm) in vergelijking met zeer fijn woestijnzand.

Zand kan uit verschillende componenten bestaan. Ten eerste bestaat een groot deel van het zand vaak uit kleine fragmenten van gesteenten en mineralen, vooral in het binnenland en buiten het tropische gebied. Ten tweede bevat veel zand biogene deeltjes; fragmenten van schelpen, koraalskeletten en foraminiferen. Biogene zanden bestaan uit calcium en lossen daarom op in zuur. Ten derde kunnen zandkorrels op chemische wijze worden gevormd. Dit is het geval bij evaporieten en oölieten. Soms worden weggeworpen flessen en ander menselijk afval uiteindelijk gereduceerd tot zand. Dit is onder andere gebeurd op Glass Beach in Californië en Junk Beach op Hawaï.
Continentale gesteenten worden gedomineerd door graniet en ander gesteente met een hoog gehalte aan veldspaat, mica en kwarts. Deze mineralen komen daarom veel voor in continentale zanden. Andere mineraalkorrelsoorten in van graniet afkomstige continentale zanden hebben meestal dichtere en donkerder korrels. Dit zijn de zware mineralen die gebruikt kunnen worden om de oorspronkelijke bron op te sporen. Sommige stranden bestaan uit zogenaamde placer-afzettingen, waar bepaalde zware mineralen selectief geconcentreerd zijn. Zo kan onder andere titanium worden gewonnen uit zand.
De hardste, chemisch meest stabiele componenten van zand blijven uiteindelijk over. Daarom bestaat veel zand voor het grootste deel uit korreltjes kwarts, een mineraal dat veelvuldig voorkomt in de aardkorst (in graniet) en uitzonderlijk hard is. Een zand dat vrijwel geheel uit kwarts bestaat wordt schoon zand of glaszand genoemd. Een meestal gebruikte term in Nederland is zilverzand. Andere mineralen die veel voorkomen zijn veldspaat, mica, calciet, gips en vulkanische gesteenten. In White Sands National Monument in New Mexico ligt bijvoorbeeld een gebied van meer dan zevenhonderd vierkante kilometer duinen, waarvan het zand bestaat uit zuivere gipskristallen. Dit is zeer zeldzaam, aangezien gips normaal oplost in regen en wordt weggespoeld. De kleur van zeer donkere strandzanden wordt vaak veroorzaakt door de aanwezigheid van ijzer en magnetiet. Deze zanden worden dus aangetrokken door een magneet. Naast de meer algemene mineralen en gesteenten kunnen ook halfedelgesteenten zoals olivijn, granaat en saffier componenten van zand zijn. Zelfs goud kan in zand voorkomen. Deze waardevolle mineralen kunnen worden gewonnen uit het zand, maar vaak is de concentratie van het mineraal zo laag dat dit niet winstgevend is.

### Korrelgrootte
De granulometrie, of korrelgroottesamenstelling van de bodem wordt meestal uitgedrukt in de mediane korrelgrootte (D50). Dit is de waarde waarbij 50% van de totale massa van de korrels in de zandfractie grover is dan D50 en 50% fijner. De D50 wordt bepaald met een zeefkromme.
Er bestaan verschillende schalen voor korrelgrootte. In Nederland was de classificatie volgens NEN 5104 de meest gebruikte. Binnen Europa is deze in 2004 vervangen door EN-ISO 14688. Deze wijkt inhoudelijk slechts heel weinig af van NEN 5104. De ISO norm heeft meestal een lokaal bijvoegsel voor specifieke zaken die op dat land betrekking hebben. Voor Nederland is dat NEN 8990:2020 nl. Vrijwel jaarlijks worden er hele kleine wijzigingen in de norm aangebracht, die voor normaal dagelijks gebruik meestal niet zo relevant zijn. In België heet deze norm NBN EN ISO 14688-1:2018.  
NEN ISO 14688 geeft de volgende aanduidingen voor grofheid van zand (korrels tussen 2 en 63 mm heten grind)
| Ondergrens                     | Bovengrens | Afkorting | Naam              |
| ------------------------------ | ---------- | --------- | ----------------- |
| {\displaystyle \geq } 0,630 mm | 2 mm       | cSa       | grofkorrelig zand |
| {\displaystyle \geq } 200 µm   | 630 µm     | mSa       | middelgrof zand   |
| {\displaystyle \geq } 63 µm    | 200 µm     | fSa       | fijnkorrelig zand |
| {\displaystyle \geq } 20 µm    | 63 µm      | cSi       | grof silt         |
| {\displaystyle \geq } 6,3 µm   | 20 µm      | mSi       | middelgrof silt   |
| {\displaystyle \geq } 2µm      | 6,3 µm     | fSi       | fijn silt         |

Kleiner dan 2 µm heet klei.
Onderstaande schaal (die afwijkt van NEN 5104 en van ISO 14688 !) is gebaseerd op de Wentworthclassificatie en zijn logaritmische tegenhanger, uitgedrukt in φ-waarden. Deze laatsten worden verkregen met de volgende formule:
{\displaystyle \phi =-\log _{2}({\hbox{korrelgrootte in mm}})}.
| Mediane korrelgrootte voor de zandfractie in φ-eenheden, absolute waarden en Wentworthschaal | Mediane korrelgrootte voor de zandfractie in φ-eenheden, absolute waarden en Wentworthschaal | Mediane korrelgrootte voor de zandfractie in φ-eenheden, absolute waarden en Wentworthschaal |
| -------------------------------------------------------------------------------------------- | -------------------------------------------------------------------------------------------- | -------------------------------------------------------------------------------------------- |
| φ schaal                                                                                     | absolute grootte                                                                             | Wentworthklasse                                                                              |
| 0 tot −1                                                                                     | 1–2 mm                                                                                       | zeer grof zand                                                                               |
| 1 tot 0                                                                                      | 500–1000 µm                                                                                  | grof zand                                                                                    |
| 2 tot 1                                                                                      | 250–500 µm                                                                                   | matig fijn zand                                                                              |
| 3 tot 2                                                                                      | 125–250 µm                                                                                   | fijn zand                                                                                    |
| 4 tot 3                                                                                      | 63–125 µm                                                                                    | zeer fijn zand                                                                               |
| Wentworth, C.K., (1922). A scale of grade and class terms for clastic sediments - J. Geol.   |                                                                                              |                                                                                              |

Slib–zand–grind diagram, dat gebruikt wordt om gemengde bodems te classificeren.

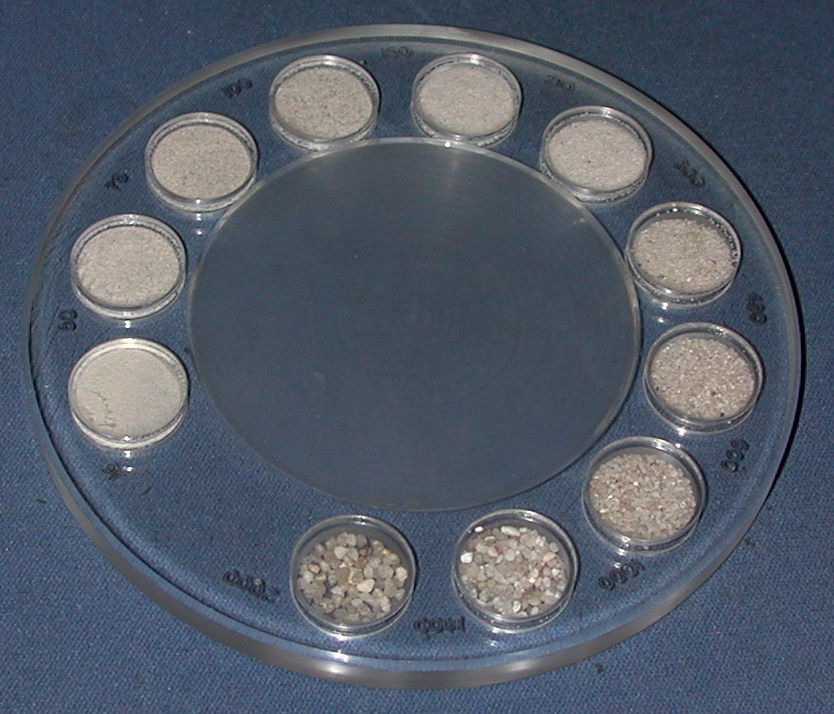
Een 'zandliniaal'. Dit is een plastic schijf met cellen waarin (los) zand van verschillende korrelgrootten is opgesloten; De schijf wordt gebruikt voor het schatten van korrelgrootten. Aanwezige korrelgrootten: 16, 50, 75, 105, 150, 210, 300, 420, 600, 1000, 1400, 2000 micrometer (Merk op dat de aanwezige waarden niet meer worden gebruikt in de huidige korrelgrootteklassen volgens NEN 5104)

Materiaal dat kleiner is dan 63 µm noemt men silt, terwijl korrels groter dan 2 mm in de categorie grind vallen. Alles ertussen is zand. Als maatstaf kan men ook de zichtbaarheid van de korrels gebruiken; als de individuele korrels met het blote oog zichtbaar zijn gaat het om zand.

### Afronding
Zandkorrels kunnen in vorm variëren van bijna rond tot hoekig. De oppervlaktetextuur kan ruw en scherp zijn, maar bij veel korrels heeft erosie het oppervlak glad gepolijst. Zandkorrels zonder scherpe randjes hebben waarschijnlijk al een lange afstand afgelegd. De mate van afronding bij zandkorrels hangt echter niet alleen samen met de afstand waarover het materiaal is vervoerd, maar ook van andere factoren; de hardheid van het materiaal en de manier waarop het is vervoerd.

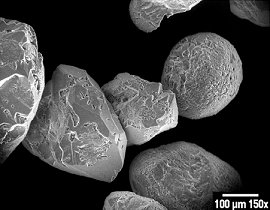
Zandkorrels onder een elektronenmicroscoop

Woestijnzanden zijn bijvoorbeeld vaak in hoge mate afgerond doordat de korrels elkaar als het ware zandstralen. Zandkorrels op stranden met een sterke golfslag zullen over het algemeen een hoge mate van afronding vertonen, terwijl rivierzand, of het zand op stranden achter zandbanken of riffen veel ruwer en ongepolijster zijn.

### Sortering
Al het materiaal, dat uit korrels is samengesteld, heeft de natuurlijke neiging zich naar de grootte van de korrels te ordenen en zand is daarop geen uitzondering. Dat is op sommige stranden goed te zien. Verschillende soorten zand vormen daar een lijnenspel dat min of meer evenwijdig aan de waterlijn loopt. Wind heeft een sorterende werking doordat alleen de fijnste korrels worden meegenomen en ook water sorteert de korrels vrij goed. IJs daarentegen neemt alles op zijn pad mee, van het fijnste zand tot stenen en zwerfstenen, dus heeft geen sorterende werking.

## Bestuderen
De studie naar zand kan veel vertellen over de herkomst en transport van het materiaal. In de jaren 1800 werd er voor het eerst serieus onderzoek verricht naar de herkomst en mineraalsamenstelling van zanden. In oude continenten kunnen in zanden goud, uranium en andere metalen worden aangetroffen, en de eerste onderzoeken kwamen dan ook vooral voort uit de zoektocht naar nieuwe bronnen van waardevolle metalen. Desondanks hebben ze geleid tot een enorme toename van geologische kennis in het algemeen.

### Analyse van zware mineralen

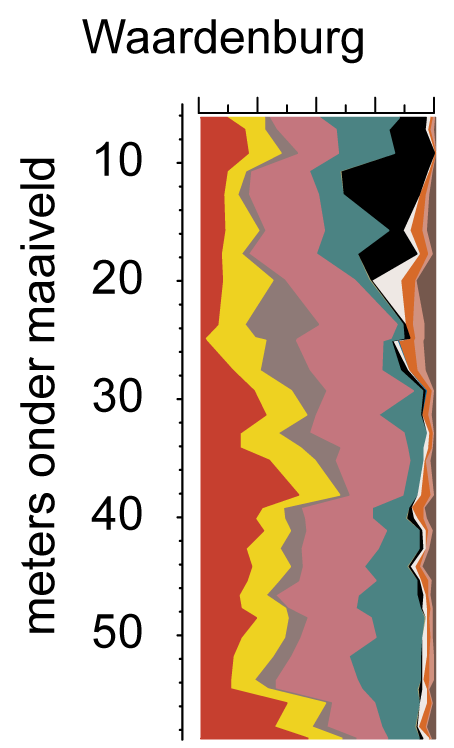
Zwaremineralen-diagram

In Nederland is de studie van de mineralen uit de zware fractie van de zanden in de ondergrond op een standaard manier onderzocht. Vooral de zware mineralen vertellen iets over de herkomst van het zand. Bij de voormalige Rijks Geologische Dienst zijn in de tweede helft van de twintigste eeuw vele duizenden analyses aan vooral Kwartaire afzettingen verricht. Enkele lithostratigrafische eenheden zijn op grond van hun zware mineralen inhoud gedefinieerd en herkenbaar. Zo is in het Midden en Laat Pleistoceen een heel duidelijke zone herkenbaar aan grote hoeveelheden van het vulkanische mineraal augiet uit de groep van de pyroxenen. Dit mineraal (in het diagram zwart gekleurd) is karakteristiek voor afzettingen van de Rijn waarin het door vulkanische uitbarstingen in de Eifel sinds ongeveer 450 Ka terecht is gekomen. Analyse van zware mineralen uit zand heeft in hoge mate bijgedragen aan het begrip van de opbouw van de Nederlandse ondergrond. De resultaten zijn in alle Nederlandse geologische kaarten verwerkt.

## Verzamelen

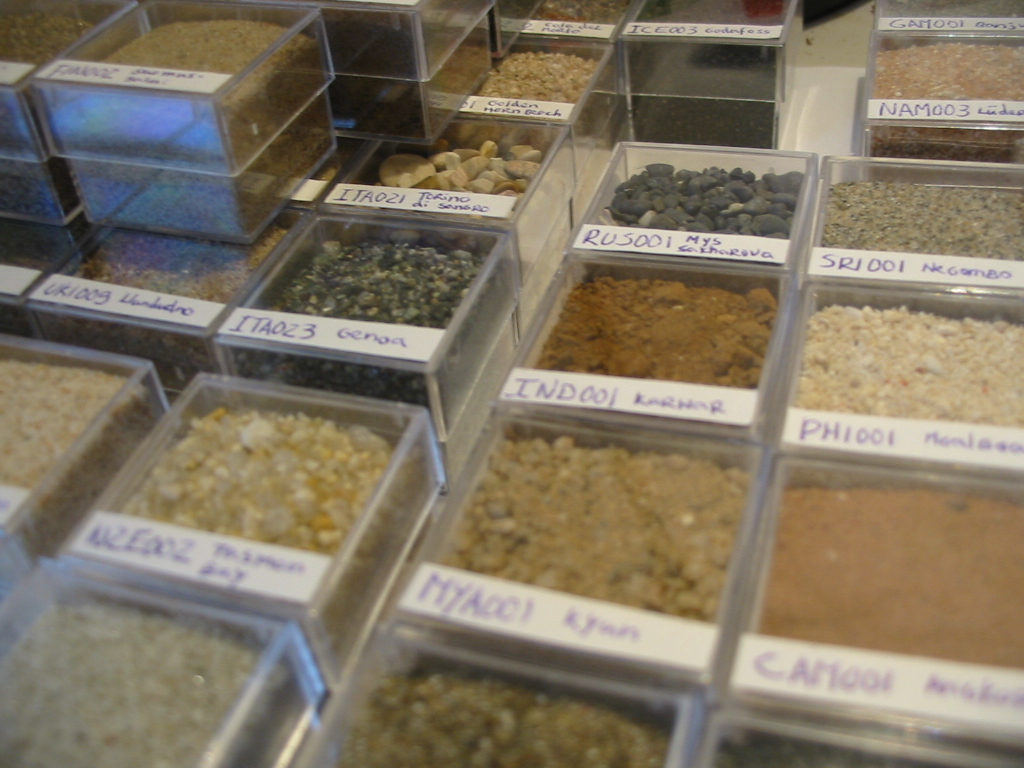
Verschillende zandmonsters uit een zandverzameling

In de Engelse taal noemt men een zandverzamelaar arenophile of psammophile, of een zandliefhebber. De meeste zandverzamelaars ordenen hun verzameling op basis van vindplaats. Het meeste zand heeft zelf geen financiële waarde, de verzamelaar heeft vooral kosten aan het opbergen van zijn monsters, en eventueel aan het verzenden van zand tijdens een ruil. Ruilen kan bijvoorbeeld op een mineralenbeurs, maar veel verzamelaars maken ook gebruik van het internet om nieuwe monsters te bemachtigen. De vindplaats van het zand is bij een ruil van groot belang, evenals de hoeveelheden die worden uitgewisseld.
De term psammofiel wordt ook gebruikt voor organismen – zowel dieren als planten – die gedijen in zandige bodems.

## Opmerkelijke zandsoorten

### Sterrenzand

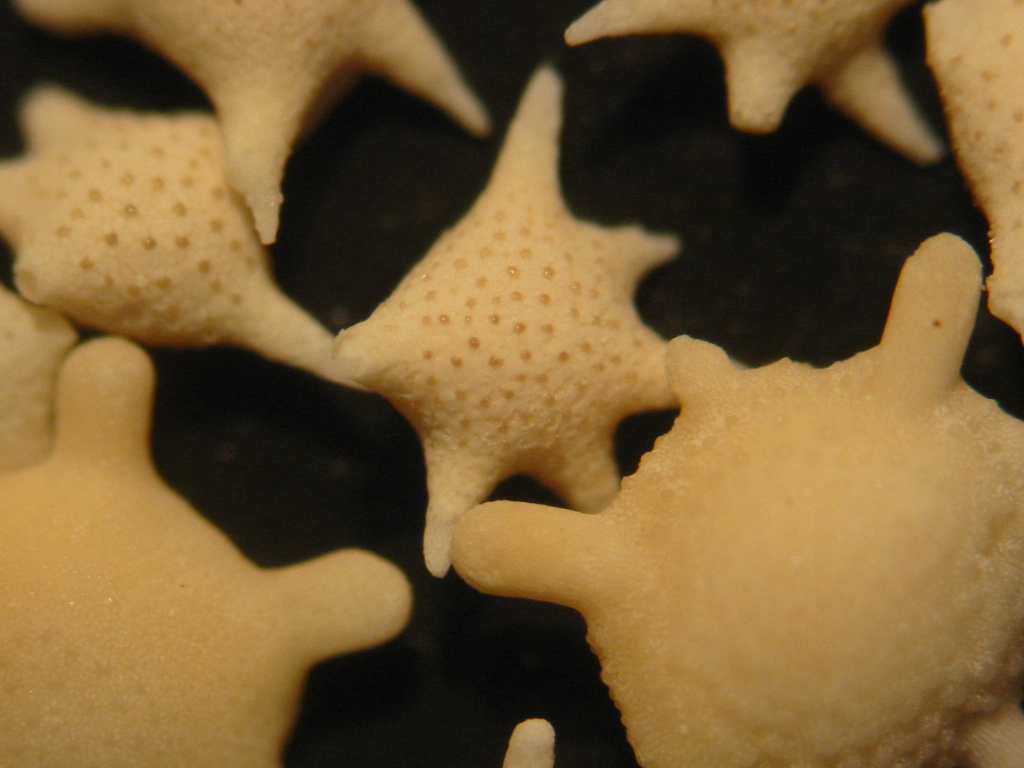
Japans sterrenzand, waarvan de grootste skeletjes een doorsnede van ca. 2 mm hebben.

Sterrenzand bestaat geheel uit de overblijfselen van kleine, stervormige foraminifera die voornamelijk in de wateren van Zuid-Japan leven. Volgens de lokale bevolking waren ze de kinderen van de Poolster en het Zuiderkruis. De drakengod van de zee werd boos omdat het Zuiderkruis geen toestemming had gevraagd alvorens ze haar kinderen in zijn zee baarde. Hij beval een van zijn dienaren - een gigantische slang - om de sterrenkinderen te doden. Zo werden ze allemaal opgegeten. De slang spuugde hun dode lichaampjes uit in de oceaan, waar ze naar het strand dreven en veranderden in kleine stervormige zandkorreltjes. De dorpelingen uit nabijgelegen nederzettingen besloten het sterrenzand te verbranden in hun geurbranders, zodat de kinderen van het Zuiderkruis konden terugkeren naar hun moeder in de hemel. Volgens de legende is dit de reden waarom het Zuiderkruis omringd is door vele kleine sterretjes.

### Akoestisch zand
Dit zand wordt ook wel zingend, blaffend of melodieus zand genoemd. De geluiden die het voortbrengt als het in beweging wordt gebracht kunnen worden omschreven als dreunen, brullen of blaffen. Tijdens een zandverschuiving kan het klinken als een laag overvliegend vliegtuig, galopperende paarden of het geluid van een drum. Akoestisch zand wordt gevonden in sommige duingebieden en woestijnen. Zand met deze eigenschap is droog, schoon en zeer goed gepolijst. De korrels moeten ongeveer van gelijke grootte zijn. Uit een Frans onderzoek is gebleken dat bepaald Marokkaans 'zingend' zand een extra coating heeft van silicium, mangaan en ijzer dat zich waarschijnlijk heeft gevormd toen de zandkorrels nog op de bodem van een oude oceaan lagen. Deze buitenlaag veroorzaakt bij wrijving de opvallende zoemtonen.

### Glauconietzand

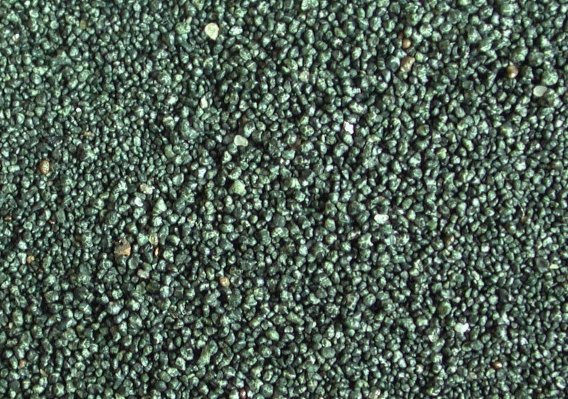
Glauconietzand van Miocene ouderdom uit een grondboring in Nederland

In België en Nederland worden groene zanden aangetroffen van verschillende ouderdom, die vrijwel geheel tot volledig bestaan uit het mineraal glauconiet. De kleuren variëren van groen tot groenzwart. Soms bevatten de zanden klastische bijmengselen of fossielen maar vaak zijn het zanden die alleen uit dit mineraal bestaan. Glauconiet wordt in ondiepe warme zeeën gevormd uit de verwering van het mineraal biotiet.
In Nederland en België komen glauconietzanden onder andere voor in het Krijt (Vaalser Groenzand) en in de miocene lithostratigrafische eenheid Formatie van Breda. In België bevatten veel miocene afzettingen in de omgeving van Antwerpen veel van dit mineraal.

### Granaatzand
Op Nederlandse en Belgische stranden worden onder bepaalde omstandigheden de bestanddelen waaruit het strandzand bestaat gesorteerd naar dichtheid door golf- maar vooral windwerking. Plaatselijk kunnen op het strand daardoor aanrijkingen ontstaan van het mineraal granaat dat een rode kleur heeft. Het zand in het zuidelijk deel van de Noordzee is vooral aangevoerd door de Rijn en in mindere mate door Maas en Schelde. Rijnzand bevat betrekkelijk veel granaat en bijgevolg het Noordzeezand ook.

### Obsidiaanzand

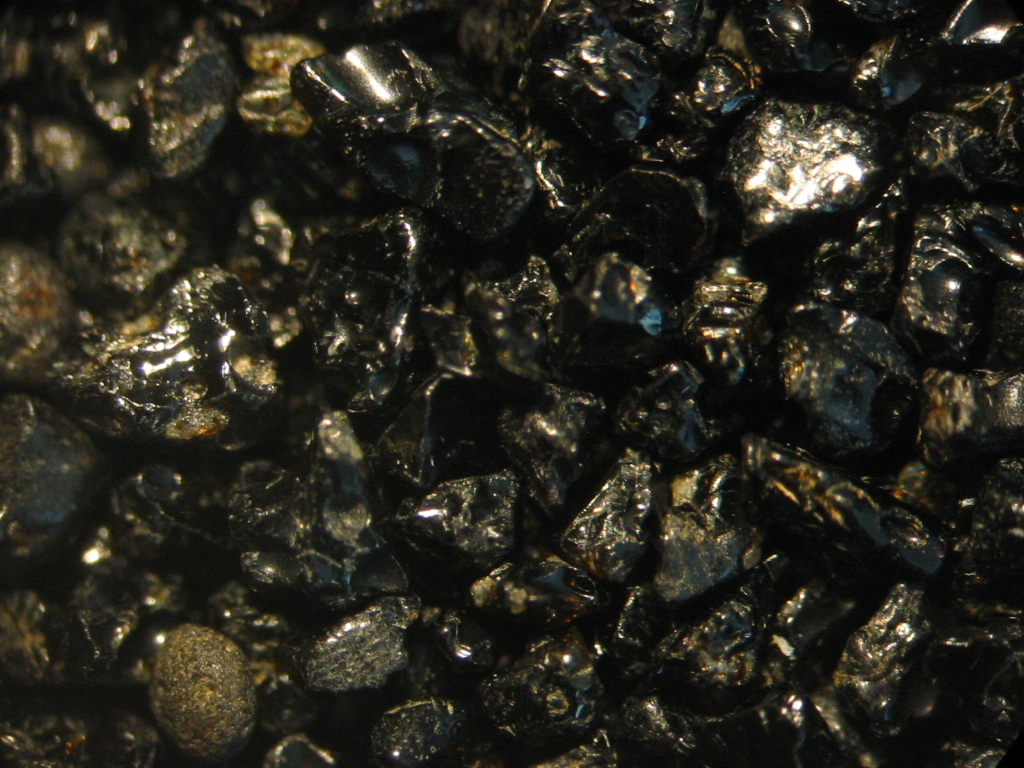
Obsidiaanzand uit Punaluu (Hawaï) met een korrelgrootte van ca. 0,5–1,0 mm. Zand meenemen van dit strand is verboden. Volgens een lokale legende is degene die dit wel doet vervloekt totdat hij al het zand weer terugbrengt - tot op de laatste korrel.

Dit zwarte zand komt onder andere voor op Hawaï en wordt gevormd door lavastromen. Als een stroom de zee bereikt dringt het water het hete centrale deel binnen. Dit heeft stoomexplosies tot gevolg, waarbij wolken vloeibare lavadruppeltjes de lucht en het water in worden gespoten. Daar koelt het lava zeer snel af tot deeltjes obsidiaan (vulkanisch glas). De bron van deze 'zandkorrels' verdwijnt echter zodra de lava stopt met stromen. Stranden van dit zwart zand worden dus niet regelmatig aangevuld en hebben als gevolg een betrekkelijk korte levensduur.

### Hawaïaans zand van kustkegels
De stoomexplosies die plaatsvinden als een lavastroom de zee bereikt, produceren ook een grote hoeveelheid as. Samen met het zwarte obsidiaanzand en ander vulkanisch puin hoopt dit as zich op in heuvels die kustkegels worden genoemd. Ze worden vaak gevormd aan beide zijden van de lavastroom, op het strand en net voor de kust. Kustkegels worden vervolgens door de zee afgeschuurd tot zand. Dit aszand hoopt zich op aan de voet van de kegels en is groen van kleur. Deze opvallende tint wordt veroorzaakt door de grote concentratie olivijnen (groene vulkanische mineralen) in het lava. Een bekend Hawaïaans strand is Green Sand Beach op Big Island. Het zand op dit groene strand komt van de kustkegel Puu Mahana die gevormd werd tijdens een vroegere uitbarsting van de vulkaan Mauna Loa.
In de omgeving van Hana op Maui vindt men verschillende rode stranden. Dit ongewone, zeldzame zand is op dezelfde manier ontstaan als het groene zand, maar de kustkegels bevatten hier rode vulkanische as. Rode zeestranden worden ook wel in andere delen van de wereld gevonden, maar zijn dan gewoonlijk van biogene oorsprong.

### Zilverzand
Dit zand bestaat bijna tot geheel uit kwartskorrels. Het kwartsgehalte varieert van 97% tot 99,8%. Als er weinig andere bijmenging is, dan heeft een zilverzandlaag een spierwitte kleur, vandaar de naam 'zilverzand'. Zilverzand wordt o.a. aangetroffen in de Nederlandse provincie Limburg waar het in groeves gewonnen wordt. Het zilverzand dat daar gewonnen wordt is een goed gesorteerd zand met afgeronde korrels wat wijst op een eolische vorming. Het zand heeft een miocene ouderdom en behoort tot de lithostratigrafische eenheid Laagpakket van Heksenberg wat een onderdeel is van de Formatie van Breda. Zilverzand wordt gebruikt in de glasindustrie (circa 55%), de chemische industrie (circa 15%), de keramische industrie (circa 20%) en in ijzergieterijen (circa 10%).

## Winning en vervoer

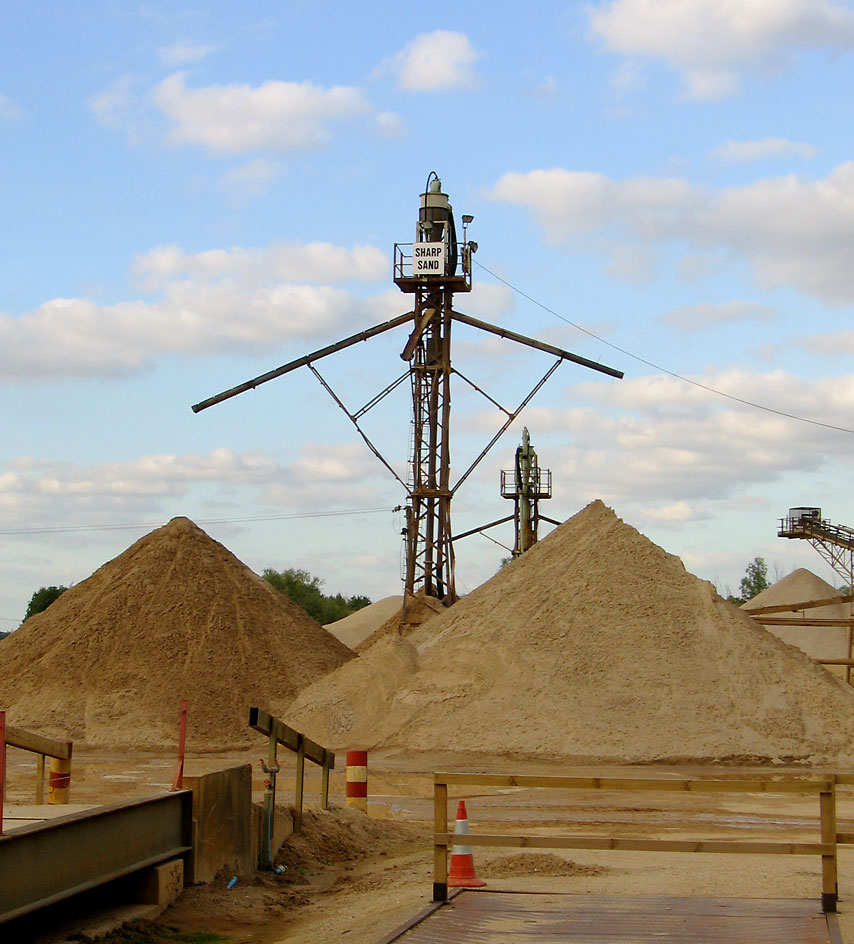
Zand wordt gesorteerd door deze toren bij Little Paxton Pits, Engeland.

De mens gebruikt zand voor de meest uiteenlopende doeleinden. Het is niet duur omdat het op veel plaatsen in overvloed aanwezig is. Zand kan op verschillende manieren worden gewonnen; droog wint men het uit groeven of afgravingen, maar zand kan ook nat (onder de waterspiegel) worden gewonnen. Hierbij wordt zand hydraulisch gewonnen met behulp van een zogenaamde winzuiger. Aan de winzuiger is een zogenaamde zuigbuis bevestigd, die leidt naar een centrifugaalpomp of baggerpomp. Door middel van waterjets aan de mond van de buis kan het zand op de bodem worden losgespoten, waarna het toestroomt naar de zuigmond. Eenmaal voorbij de centrifugaalpomp kan het mengsel door middel van een centrifugaalpomp worden verpompt naar "het Stort" (depot boven de waterlijn). Hier bezinkt het mengsel, waarbij het zand naar de bodem zinkt en achterblijft, en het water vervolgens geloosd wordt. Wanneer het water uit het zand verdwenen is, kan het uitgegraven worden, en is het gereed voor transport. In Nederland is natte winning het meest gebruikelijk.
Na natte winning blijft een waterplas achter, die in vaktermen ook wel een ontzandingsplas genoemd wordt.
Zand wordt vervoerd door middel van bulktransport, net als andere goedkope goederen die in grote hoeveelheden moeten worden verplaatst. Over grote afstanden gaat zand per schip, over kleinere afstanden kan men gebruikmaken van persleidingen of het zand per vrachtwagen vervoeren. Vervoer via dit laatste transportmiddel is relatief kostbaar.

## Gebruik
Zand is wereldwijd de tweede meest gebruikte grondstof, na water.

### Bescherming tegen water
Duinen vormen een belangrijk deel van de Nederlandse en Belgische waterkering, en ook in andere landen zijn deze zandheuvels onmisbaar bij de bescherming van de kuststreken. Maar dit gebied is zeer dynamisch; in de afgelopen eeuwen is de kustlijn op veel plaatsen landinwaarts verschoven—in de kop van Noord-Holland soms meer dan een kilometer. Op slechts weinig plaatsen groeit de kust weer aan, zoals in het Zeeuwse deltagebied en rond de Waddenzee. Door middel van zandsuppletie probeert men de kust te verbreden en te versterken met zand uit de zee. Op de langere termijn zullen echter ingrijpendere maatregelen nodig zijn, vooral in verband met de stijgende waterspiegel. Dan moeten dijken en duinen hoger en breder zijn om de veiligheid te garanderen.
Bij overstromingen gebruikt men al eeuwen zandzakken om het water zo veel mogelijk buiten de deur te houden. Goed geplaatste zakken kunnen voorkomen dat het water gebouwen binnenkomt, maar ook een bestaande waterkering verhogen ter voorkoming van een overstroming. De zakken worden leeg getransporteerd en pas op plaats van bestemming gevuld met lokaal zand of klei.

### Waterzuivering
Uit oude teksten is te lezen dat de vroegste methodes van waterzuivering gebruik maakten van de filtrerende werking van zand. Bezinksel kan uit het water worden gefilterd door middel van een zandlaag, dat als een zeef fungeert. Na verloop van tijd moet het zand echter vervangen worden. Tegenwoordig gebruikt men vaak efficiëntere manieren om water te zuiveren, maar zand is in sommige gevallen nog steeds belangrijk voor het verkrijgen van schoon water. Sommige drinkwaterleveranciers gebruiken grondwater uit de duinen, omdat dit water van nature al zeer schoon is door de filtrerende werking van zandlagen.

### In de landbouw
Zand is waterdoorlatend, omdat het grover is dan silt en klei (samen de afslibbare fractie genoemd) dat min of meer waterondoorlatend is. Voor zowel de landbouw als de geotechniek is deze eigenschap van zand bijzonder belangrijk. Voor de landbouw geldt ook voor de teelt van veel gewassen het voordeel dat zandgrond beter bewerkbaar is. Er kan in het voorjaar eerder gezaaid worden en veel gewassen kunnen ook gemakkelijker worden geoogst. Sommige gewassen gedijen het best op zanderige bodem; wortelen, watermeloenen, perziken, pinda's en bloembollen zijn daar voorbeelden van. In zandgrond moet wel diep worden gezaaid om te voorkomen dat het zaad verdroogt of wegspoelt bij een regenbui. Sommige zandgronden zijn minder gevoelig voor droogte doordat fijnere zandgrond op het grondwater een capillaire werking heeft.

### Constructiemateriaal
De meeste zandlagen vormen een goede onderlaag voor een weg. Dit komt doordat het materiaal vormvast is en het een hoge hoek van inwendige wrijving heeft. Zand wordt tevens gebruikt als ophoogmateriaal en constructiemateriaal in de grond-, weg- en waterbouw. Het is een toeslagmateriaal in de bereiding van beton en asfalt. Voor de fabricage van zandstenen en kalkzandstenen wordt ook zand gebruikt.

### Glas
Glas is een mengsel van silicaten, waarvan kwarts de belangrijkste grondstof is. Dit mineraal wordt meestal gewonnen uit zand; ongeveer zeventig procent van het glas is in feite bewerkt zand. Zand is dus een grondstof van vele voorwerpen, zoals drinkglazen, vazen, ramen, spiegels, glas in lood en optisch glas. Dat laatste zijn lenzen en prisma's gebruikt in brillen, verrekijkers, microscopen en dergelijke. Ook glasvezelkabels worden uit (zeer zuiver) zand vervaardigd.
Door de hoge temperatuur van een bliksemschicht kan het voorkomen dat kwartszand smelt en min of meer tot glas aan elkaar smelt. Er ontstaat een meterslange fulguriet, ook wel bliksembuis of bliksempijp genoemd. Fulgurieten zijn lang niet zo helder als zuiver glas maar krijtwit, ruw van oppervlak en hol van binnen.

### Chips en zonnecellen
Computerchips zijn essentieel voor de werking van de hedendaagse computer, en komen tevens voor in vele andere geautomatiseerde apparaten. Het voornaamste ingrediënt van de computerchip is het element silicium, dat geproduceerd kan worden op basis van siliciumdioxide (kwarts). Het silicium wordt in fabrieken verwerkt tot gepolijste ronde plakken silicium ter grootte van een stroopwafel. In een laboratorium worden de plakken door een micro-elektronicus gebruikt bij de fabricage van chips. Dezelfde siliciumplakken kunnen ook gebruikt worden voor de fabricage van zonnecellen. Deze cellen worden gebruikt in zonnepanelen om zonlicht om te zetten in elektriciteit.

### Schoonmaakmiddel
Vroeger gebruikte men in het huishouden soda, zeep en zand als schoonmaakmiddelen. Zand werd gebruikt om vet van de handen te wassen en het aanrecht schoon te schuren. Deze schurende werking wordt ook benut bij het zandstralen, waarbij verf en vuil van grote oppervlakten kan worden verwijderd door middel van een harde straal zand. In Nederland werd het zandstralen met gewoon zand ongeveer veertig jaar geleden verboden, omdat dit schadelijk voor de longen is. Men gebruikt nu Australisch strandzand om onder andere metaal te zandstralen. Het zand wordt vanuit een ketel onder hoge druk door een slang geperst en spuit uit een klein gaatje naar buiten. Zo verkrijgt men een zeer harde zandstraal. Tegenwoordig worden muren en gevels bijvoorbeeld ook 'gezandstraald' met staaldeeltjes, stukjes glas of kersenpitten.
Niet alleen de mens gebruikt zand voor de schurende en reinigende werking. Mussen vliegen vlak over zand heen om het vuil van hun veren te schuren. Ook andere vogels nemen vaak een zandbad, net als knaagdieren (chinchilla's, gerbils) en olifanten. Naast het feit dat het zand een reinigende werking heeft, kan een zandbad de dieren ook verkoeling geven.

### Blusmiddel
Zand is onder bepaalde omstandigheden een goed middel om een brand te blussen. Vuur heeft zuurstof nodig om te branden, maar een lading zand dekt het brandende materiaal af, waardoor het dooft. Verder neemt de brandbaarheid van vloeistoffen af doordat ze worden opgenomen door het zand. Als er brandstoffen zoals olie of benzine in brand staan, is het veel effectiever en veiliger om zand te gebruiken dan water. Zou men met water blussen, kan de vloeistof gaan spetteren of overlopen, en breidt het vuur zich alleen maar uit, en in ergere gevallen kan het water zich door de hitte ontleden in knalgas dat vervolgens tot hevige explosies leidt. Vooral in het geval van natrium- of kaliumbranden wordt aangeraden om met zand te blussen. Contact met water kan bij dergelijke branden ook een explosie veroorzaken.

### Tegen gladheid
In tegenstelling tot het strooien van zout laat zand op een bevroren weg het ijs niet smelten. Het verbetert wel de grip van banden op de ondergrond en heeft als voordeel dat het niet schadelijk is voor planten. Dit kan ook worden toegepast bij onder meer treinen en trams: wanneer deze een noodstop moeten maken, kan er automatisch zand voor de (remmende) wielen op de rails worden gelost ter verbetering van de grip. Zout daarentegen kan wel plantensterfte veroorzaken. De reinigingsdienst van de Nederlandse gemeente Heemstede gebruikt 's winters bijvoorbeeld zand om te strooien bij het Groenendaalse Bos, om de natuur in dit gebied te sparen. Bij bruggen staat soms een bak gevuld met zand, zodat de weggebruiker in geval van gladheid zelf maatregelen kan nemen. Het is handig om zand te gebruiken op dikke ijslagen die (ook na het strooien van zout) slechts langzaam zullen smelten.

### Vermaak en kunst

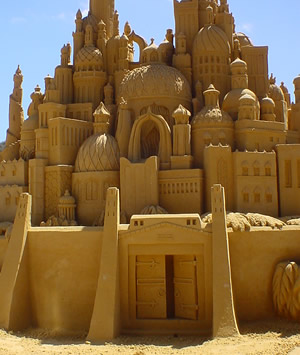
Deze zandsculptuur in Victoria (Australië) is ruim 3 meter hoog.

Zand is ook zeer geschikt om mee te spelen op het strand en in de zandbak. Vooral kinderen bouwen graag een zandkasteel. Er zijn echter ook wedstrijden voor volwassenen die van zandsculpturen bouwen een ware kunst hebben gemaakt. Ze gebruiken vooral fijn zand zodat de korrels optimaal aan elkaar plakken. De zandkorrels moeten verder enigszins hoekig van vorm zijn zodat ze niet van elkaar 'afrollen'; daarom is het beter rivierzand te gebruiken in plaats van strandzand. De Amerikaan Gerry Kirk kwam in 1991 naar Nederland om samen met een groep studenten het eerste grote Nederlandse zandkasteel te bouwen op het strand van Scheveningen. Sindsdien wordt hier elk jaar het International Sand Sculpture Festival gehouden. Elke deelnemer wordt geholpen door een team van vrijwilligers en krijgt ruim zeshonderd kruiwagens met rivierzand tot zijn beschikking.
Dit zand wordt vooraf in houten mallen tot harde blokken geperst. Vervolgens snijdt de kunstenaar een ingewikkelde sculptuur uit het zand. De prijzenpot telt duizenden euro's. In 2000 deden voor het eerst tien beroeps-zandkunstenaars mee, die 'master-carvers' worden genoemd. Zandsculpturen zijn over het algemeen vrij goed bestand tegen regen en wind. In Californië bleef een sculptuur ooit twee jaar staan, en het Nederlandse record staat op een jaar en negen maanden.
Verschillende kleuren zand kunnen worden gebruikt bij het maken van een zandschilderij. Dit kan eventueel een permanent resultaat opleveren, mits het zand wordt vastgekleefd op de ondergrond. Indianen maakten al eeuwenlang zandschilderijen op rituele wijze, en ook voor Tibetaanse boeddhisten is het maken van zandschilderijen, ofwel zandmandala's, een ritueel. In beide culturen is het traditie om het kunstwerk na een korte periode weer te vernietigen.
Ook met één kleur zand is het mogelijk om te tekenen. Het contrast ontstaat doordat het gladde oppervlak zand het licht reflecteert en het omgewoelde zand het licht juist opneemt. Dit wordt vaak gedaan op het strand met getijden. Als het hoogtij is geweest en de zee trekt zich terug ontstaat een glad oppervlak, wat geschikt is om een tekening in te maken. Dit gebeurt meestal met een hark.
Zand kan ook zichtbaar gebruikt worden in sieraden. Doordat zand op elke locatie weer anders is qua structuur en kleur, is het mogelijk om een bepaalde plek op aarde als het ware te vangen in het zand en dus in het sieraad.

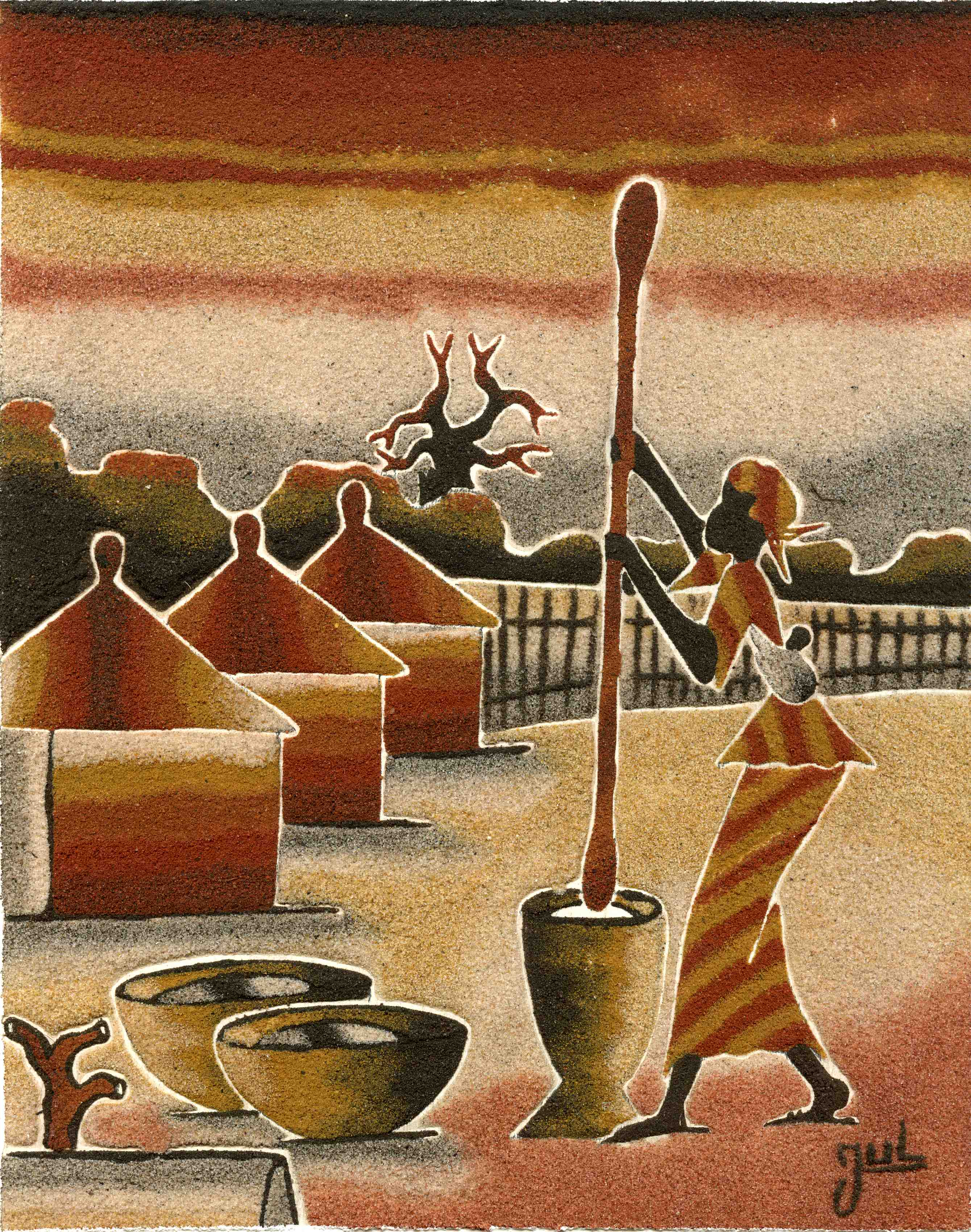
Tekening met verschillende kleuren zand, Senegal
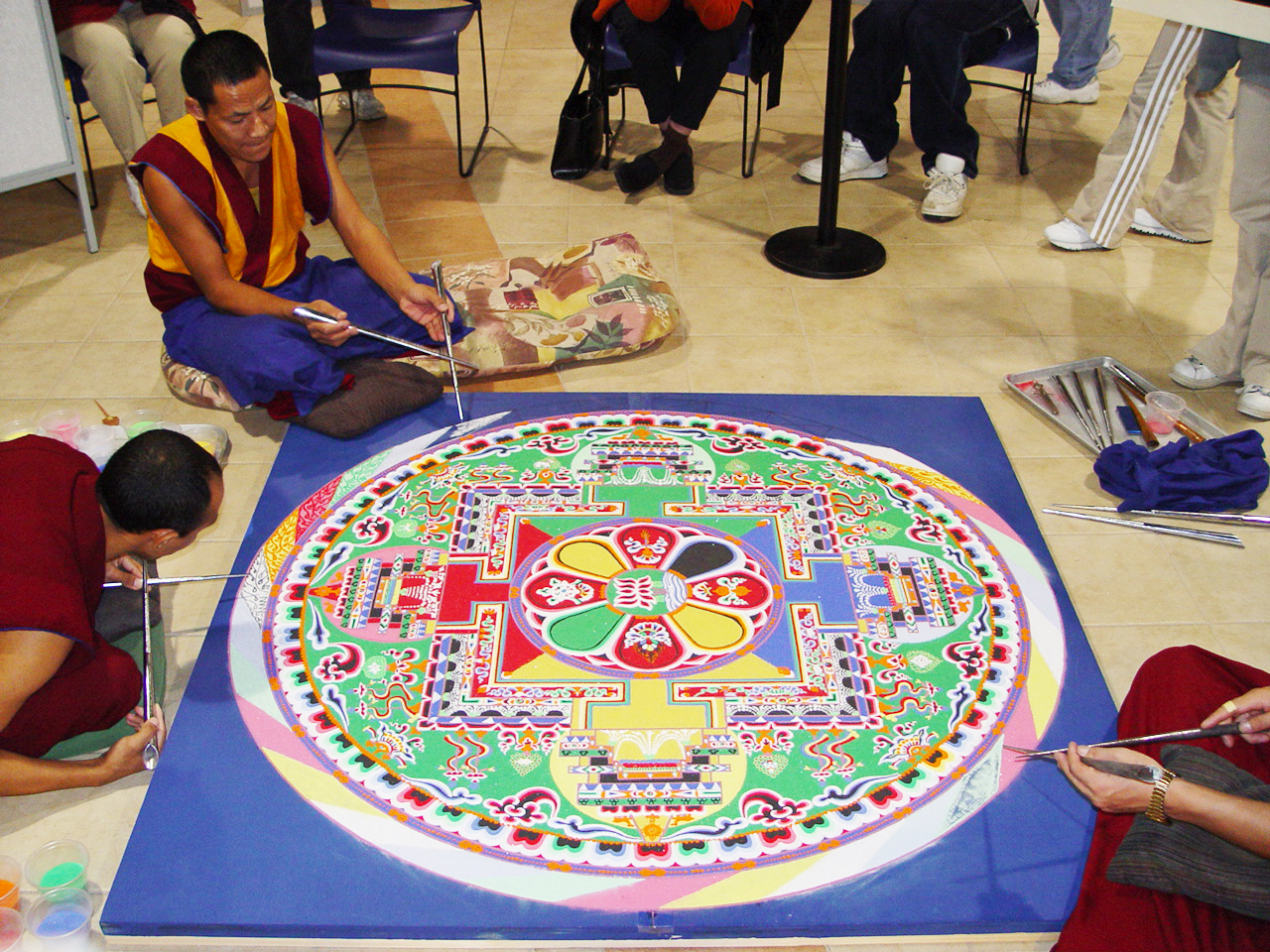
Monniken maken een zandmandala, Tibet
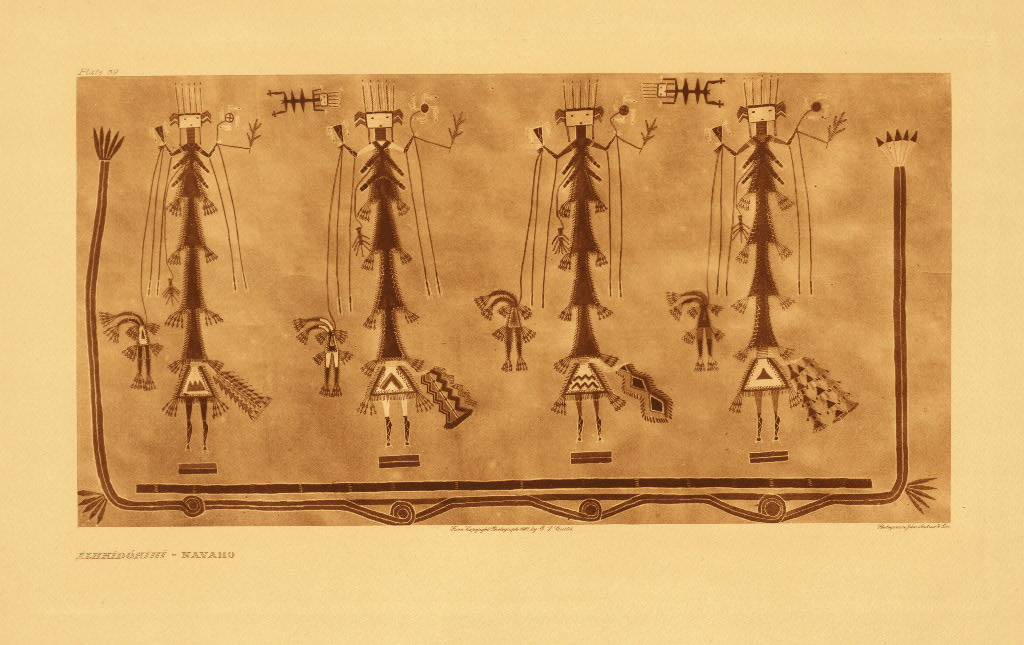
Navajo zandtekening
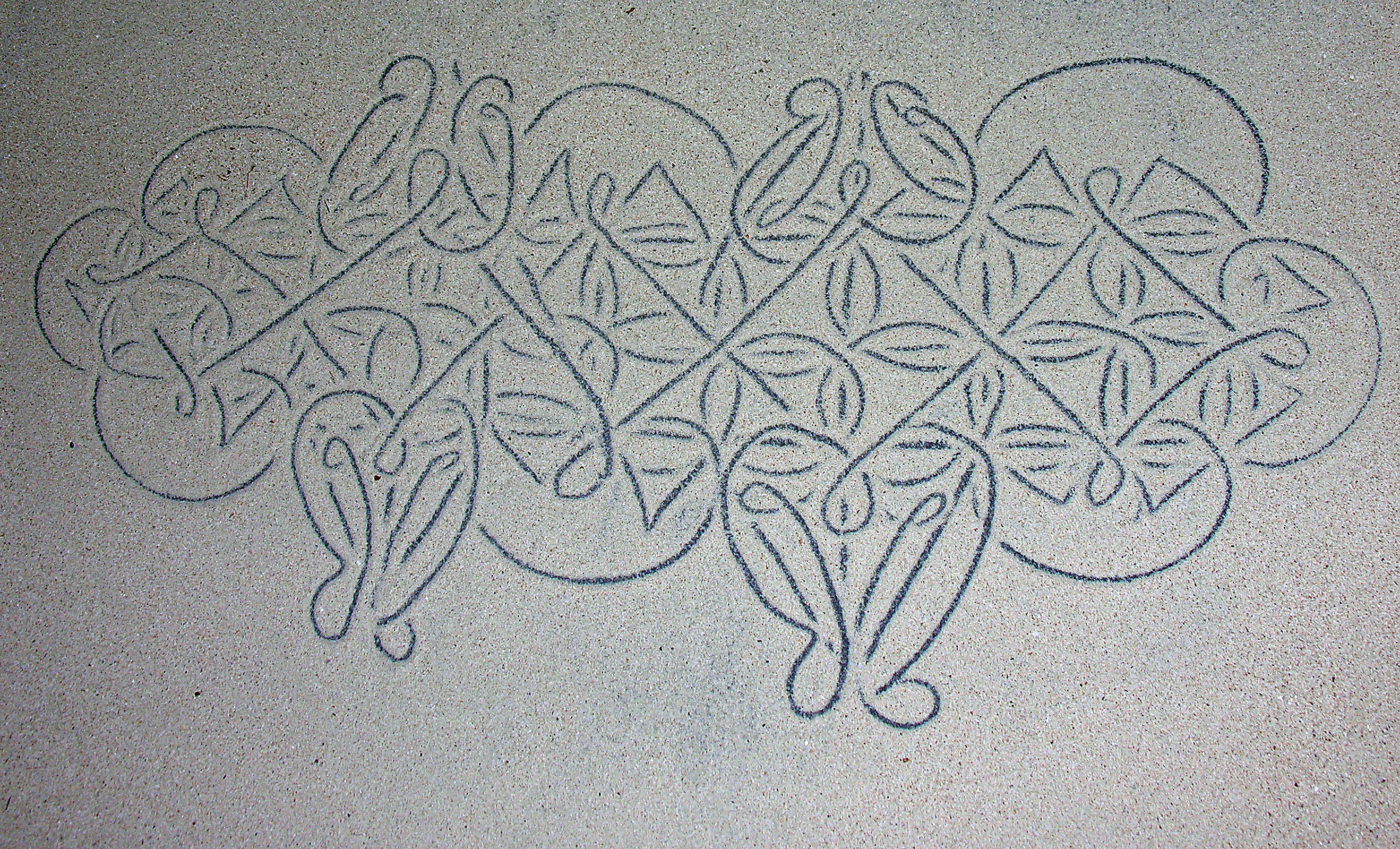
Rituele zandtekeningen op Vanuatu, vermeld op de Lijst van Meesterwerken van het Orale en Immateriële Erfgoed van de Mensheid van UNESCO
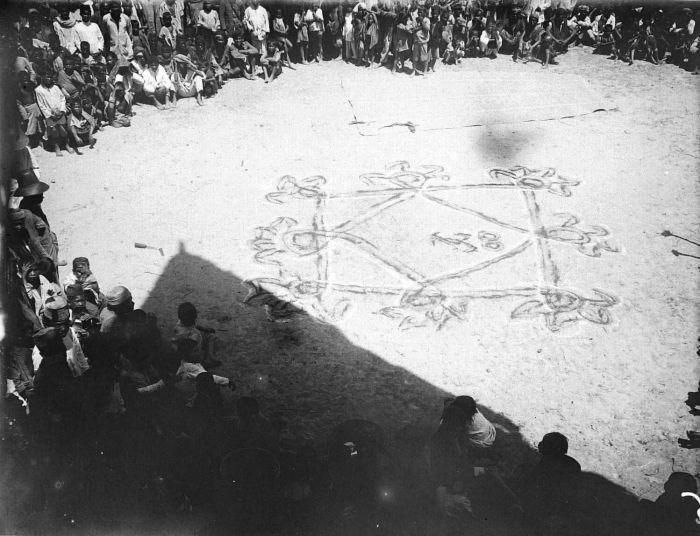
In het zand getekende dansfiguur voor de offerdans, Samosir

## Gevaren

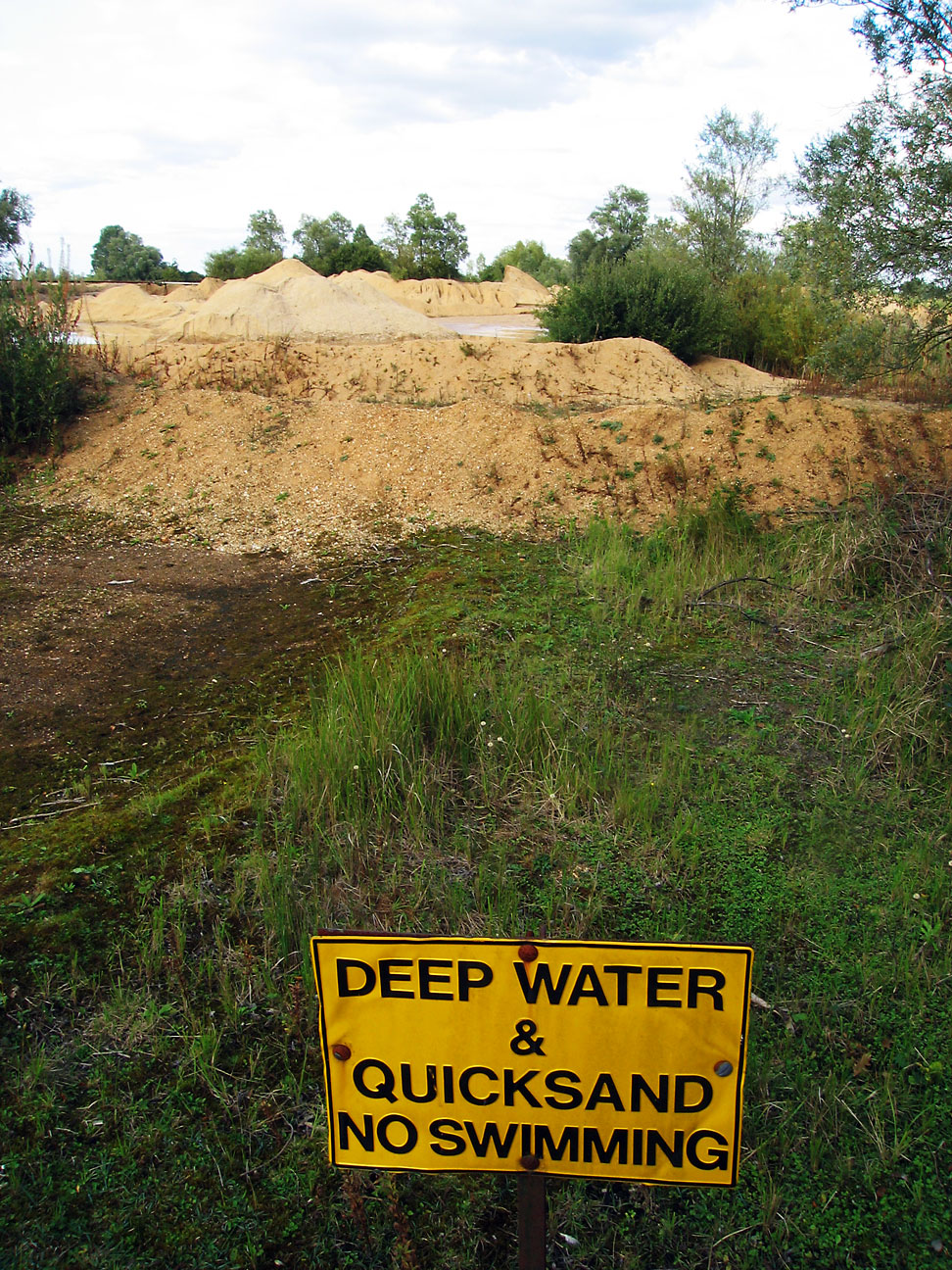
Dit bord waarschuwt voor drijfzand in Little Paxton Pits, Engeland.

Over het algemeen is zand ongevaarlijk, maar bij sommige activiteiten is het nodig om voorzorgsmaatregelen te nemen. Met gewoon zand is zandstralen bijvoorbeeld slecht voor de longen: mond en neus moeten daarom beschermd worden tegen kleine stofdeeltjes. Hetzelfde geldt bij andere activiteiten waar men veelvuldig met grote hoeveelheden zand in contact komt. In de afgelopen jaren liepen er meerdere rechtszaken tussen werknemers met silicose en hun werkgevers. De gezondheid van strandgangers en zandverzamelaars zal over het algemeen niet in gevaar komen, alhoewel men kortstondig last van de luchtwegen kan hebben ten gevolge van fijn zand.
Bij het graven van gangen in duinen en zandheuvels zijn mensen gewond geraakt en zelfs gestorven, omdat de zandlaag boven zulke tunnels makkelijk kan instorten. Voorzichtigheid is dus geboden bij dit soort activiteiten. Ook drijfzand kan een gevaar vormen, alhoewel dit risico meestal zwaar overdreven wordt. Het is moeilijk – zo niet onmogelijk – om te verdrinken in drijfzand, en meestal is het vrij makkelijk om eraan te ontsnappen. Zandstormen vormen een serieuzer gevaar en een grotere belemmering.
Als iemand een kleine hoeveelheid zand binnenkrijgt via het eten is dat onschadelijk. In het Oude Egypte zat echter veel zand door het meel. Hierdoor sleten de tanden van de mensen die het aten.

## In literatuur en filosofie
In de literatuur en de filosofie wordt soms het voorbeeld van een zandkorrel of van een grote hoeveelheid zand gebruikt als vergelijking. In de Bijbel wordt de term "talrijk als het zand der zee" gebruikt om een grote hoeveelheid aan te duiden, en Jorge Luis Borges beschrijft in zijn verhaal Het boek van zand (El libro de arena) een boek met oneindig veel oneindig dunne bladzijden; men kan wel een willekeurige bladzij openslaan, maar deze bladzijde is later nooit meer terug te vinden, net als een weggeworpen zandkorrel.
De dichter George Herbert gebruikt het beeld van los zand als hij in zijn gedicht The Collar spreekt over een krachteloos "touw van zand" (rope of sands), en William Blake roept met het beeld van een ogenschijnlijk simpele zandkorrel een gevoel van ontzag op:
To see a World in a Grain of Sand

And a Heaven in a Wild Flower

Hold Infinity in the palm of your hand

And Eternity in an hour.

(Zie een wereld in een zandkorrel, en een hemel in een wilde bloem. Houd de oneindigheid in de palm van je hand. En de eeuwigheid in een uur.)
In kinderverhalen is Klaas Vaak een kabouter die slaapzand in de ogen van kinderen strooit om ze te laten slapen. Als bewijs voor het nachtelijke bezoek van Klaas Vaak zijn dan 's ochtends in de ooghoeken zandkorrels te vinden. Klaas Vaak wordt ook wel het zandmannetje genoemd.
Daarnaast bestaan er in de Nederlandse taal een groot aantal uitdrukkingen en gezegden waarin het woord "zand" voorkomt.
Fluviatiel of marien: grind · zand · zavel · leem · klei    
Kalkhoudend: kalk · mergel · moeraskalk

Eolisch: zandlöss · löss    
Glaciaal: keimergel · keileem    
Organogeen: hoogveen · laagveen
Korrelgrootte: lutum (< 2 µm) · silt (2–63 µm) · zand (63 µm–2 mm) · grind (2–63 mm) · stenen (63–200 mm) · keien (200–630 mm) · blokken (> 630 mm)